# Seznam dílů seriálu Valor
Toto je seznam dílů seriálu Valor. Americký dramatický televizní seriál Valor vysílala stanice The CW v letech 2017–2018, celkově vzniklo 13 dílů.

## Přehled řad
| Řada | Díly | Premiéra v USA | Premiéra v USA |
| Řada | Díly | První díl      | Poslední díl   |
| ---- | ---- | -------------- | -------------- |
| 1    | 13   | 9. října 2017  | 29. ledna 2018 |

## Seznam dílů
| Č. v seriálu | Původní název      | Režie            | Scénář                          | Premiéra v USA     |
| ------------ | ------------------ | ---------------- | ------------------------------- | ------------------ |
| 1            | Pilot              | Michael M. Robin | Kyle Jarrow                     | 9. října 2017      |
| 2            | Espirit de Corps   | Randy Zisk       | Kyle Jarrow                     | 16. října 2017     |
| 3            | Soldier Ready      | Mikael Salomon   | Anna Fricke                     | 23. října 2017     |
| 4            | Zero Visibility    | Steve Robin      | Josh Reims                      | 30. října 2017     |
| 5            | Full Battle Rattle | Alex Pillai      | Bret VandenBos a Brandon Willer | 6. listopadu 2017  |
| 6            | I Got Your Six     | Ruba Nadda       | Celine Geiger                   | 13. listopadu 2017 |
| 7            | Blurred Lines      | Mark Haber       | April Fitzsimmons               | 20. listopadu 2017 |
| 8            | About-Face         | Gregory Prange   | Casey Fisher                    | 4. prosince 2017   |
| 9            | Stay Frosty        | Geary McLeod     | Kyle Jarrow                     | 11. prosince 2017  |
| 10           | Ciphers            | David McWhirter  | Anna Fricke                     | 1. ledna 2018      |
| 11           | Command & Control  | Lee Rose         | Shamar S. White                 | 15. ledna 2018     |
| 12           | Oscar Mike         | Tara Weyr        | Caitlin Saunders                | 22. ledna 2018     |
| 13           | Costs of War       | Gregory Prange   | Josh Reims                      | 29. ledna 2018     |